# Неделчо Колев
Неделчо Колев е състезател и треньор по вдигане на тежести. Той е български двукратен световен и двукратен европейски шампион в категория до 75 кг. 

## Биография
Роден е в град Каблешково (Област Бургас) на 26 март 1953 г.
Има множество постижения и рекорди в спорта. Не е допуснат да се състезава на олимпиадата в Монреал. Същата година постига някои от най-големите си резултати в спорта. Приключва състезателната си кариера на 27-годишна възраст, след като печели бронзово отличие на олимпиадата в Москва (1980). Удостоен е с почетните звания „Заслужил майстор на спорта“ и „Заслужил треньор“.
Понастоящем Неделчо Колев е председател на българската федерация по вдигане на тежести. 

## Личен живот
Неделчо Колев има 2 брака, 3 деца и 2 внука. От втория си брак има близнаци – Рут и Лъчезар. 

## Успехи
- бронзов медалист от Олимпийските игри в Москва (1980)[4][5]
- световен шампион от Хавана (1973) и Манила (1974)
- световен вицешампион в Солун (1979)
- европейски шампион в Мадрид (1973) и Верона (1974)
- европейски вицешампион в Белград (1980)

Подобрява 5 пъти световните рекорди при юношите и 14 пъти при мъжете.
През 1973 г. е обявен за спортист на годината в България. Носител е на званията заслужил майстор на спорта и заслужил треньор. 